# Phrurotimpus minutus
Phrurotimpus minutus är en spindelart som först beskrevs av Banks 1892.  Phrurotimpus minutus ingår i släktet Phrurotimpus och familjen flinkspindlar. Inga underarter finns listade i Catalogue of Life.